# Vigne de Sarragachies
La vigne de Sarragachies ou « vigne de la Ferme Pédebernade » est une parcelle de vigne du Gers, au cœur de la Gascogne, faisant partie du vignoble de Plaimont Producteurs, dont les souches sont parmi les plus anciennes de France,,,.
Cette vigne présente un patrimoine végétal et culturel exceptionnel. En effet, y ont été retrouvés des cépages non greffés endémiques au piémont pyrénéen ayant résisté à la crise du phylloxéra à la fin du XIXe siècle. Par ailleurs, cette vigne est l'un des derniers témoignages encore vivants d'un mode ancestral de viticulture aujourd'hui disparu.

## Caractéristiques
La parcelle se localise sur la commune de Sarragachies, dans le département du Gers, à proximité immédiate de la « Ferme Pédebernade ». La vigne est située sur le flanc du coteau de « Ninan », face aux Pyrénées et en surplomb de la vallée de l'Adour. 
Sur 2 000 m2, elle abrite 600 pieds, sur douze rangées, comprenant une vingtaine de cépages différents. Certains ont été identifiés tels les cépages tannat, morrastel, fer Servadou, miousap (dénomination en gascon de l'humagne blanche), camaraou noir, mais sept d'entre eux sont totalement inconnus (ils sont désormais baptisés du nom du propriétaire de la vigne : « Pédebernade 1 », « Pédebernade 2 », « Pédebernade 3 », etc.). 
Les souches sont anciennes et non greffées, endémiques au piémont pyrénéen, certaines atteignant 150 à 200 ans. Elles sont donc antérieures à la crise du phylloxéra qui a détruit la quasi-totalité des plants antérieurs au XIXe siècle en France.

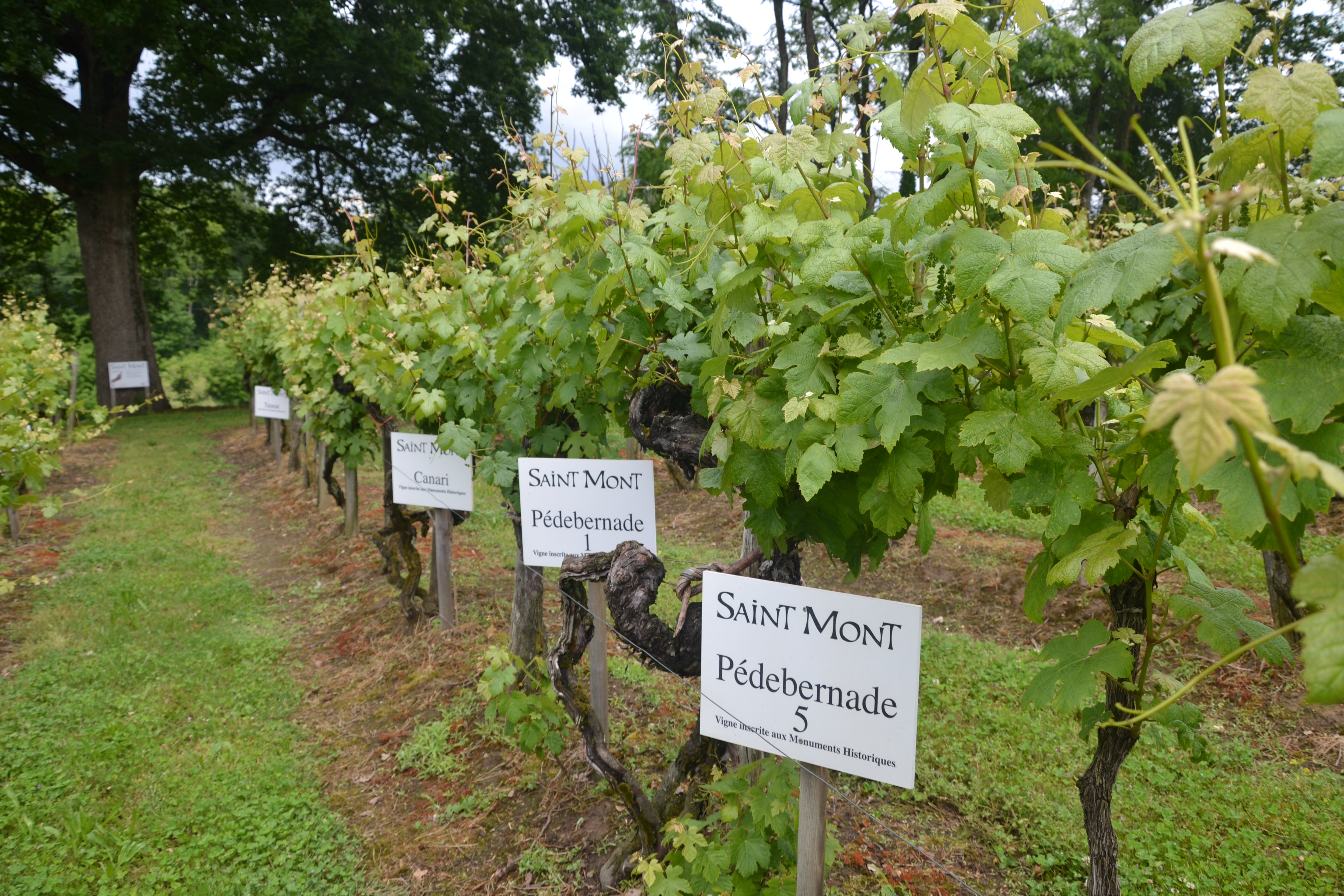
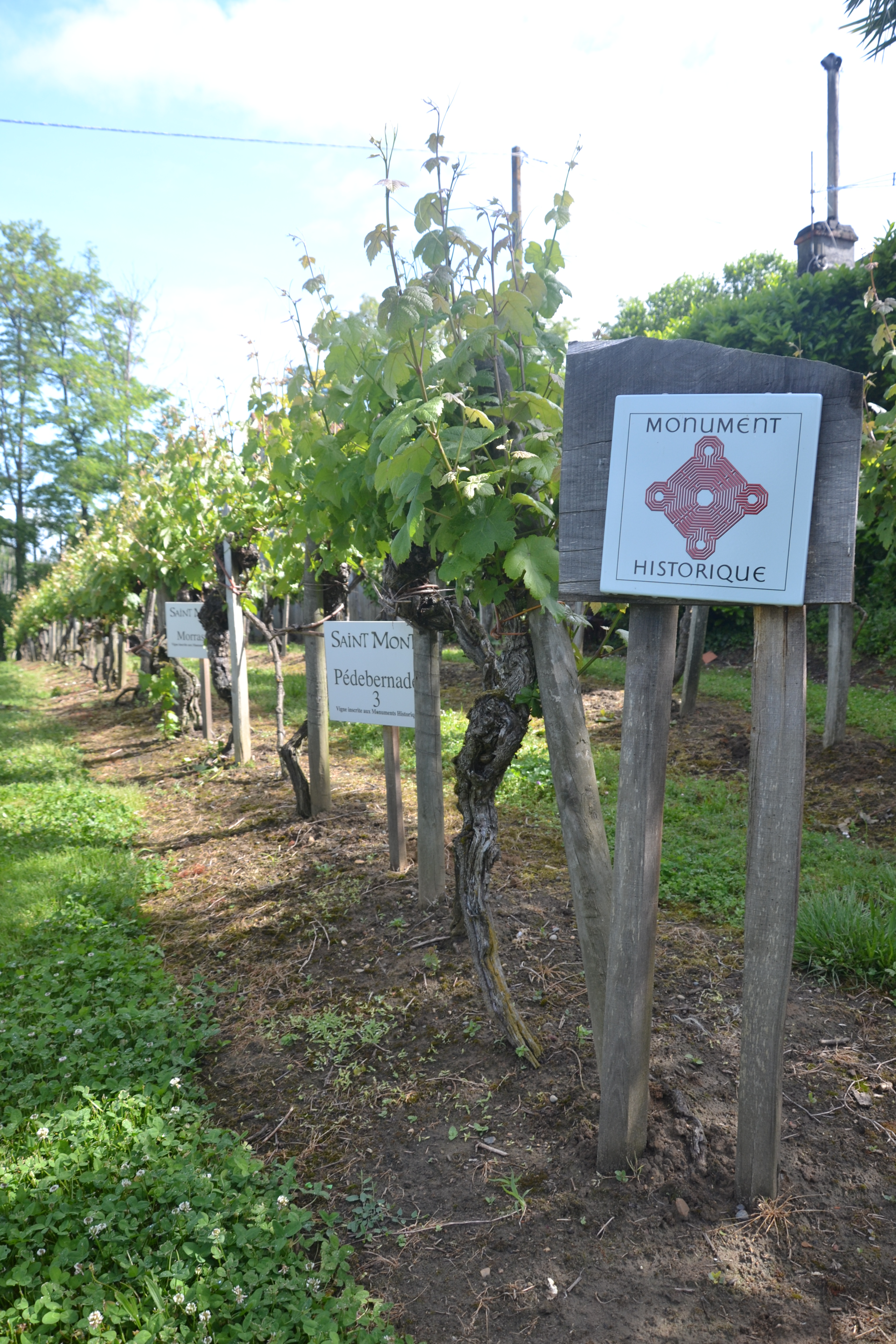
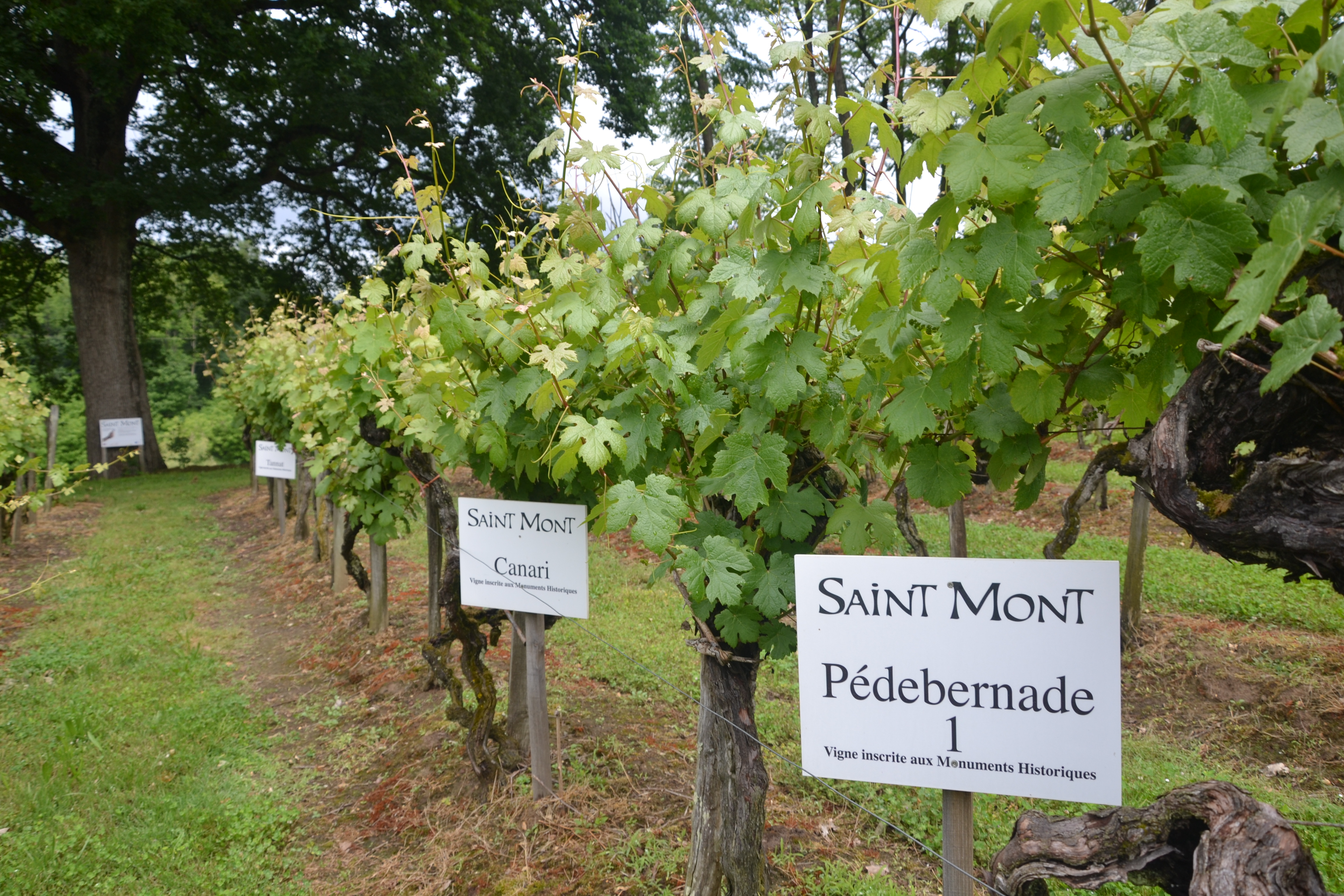

Ce serait la nature très sablonneuse des sols du coteau de « Ninan » qui aurait permis que ces vignes soient épargnées par le phylloxéra. En effet, les sols de l'ouest du Val d'Adour (où se situe Sarragachies) sont constitués de sables fauves, terme qui désigne les dépôts marins du Miocène Moyen dans le bassin aquitain. Ces sables permettent un enracinement profond et une alimentation hydrique et minérale régulière, ce qui a permis aux souches de nous parvenir dans leur état actuel, malgré les aléas climatiques (grande gelée de 1956) et les ravageurs.
Aujourd'hui, elles sont épargnées par l'esca, un champignon qui ravage les vignes modernes.
La vigne témoigne de modes de culture disparus avec la crise du phylloxéra, comme la plantation en pieds doubles disposés en carré. Les ceps sont mélangés les uns aux autres, comme cela se pratiquait autrefois. Leur positionnement rappelle le travail qu'effectuaient à l'époque les attelages de bœufs.
La vigne fait partie de l'appellation Saint-mont (AOC). Elle ne produit pas sa propre cuvée, les cépages étant trop hétérogènes.

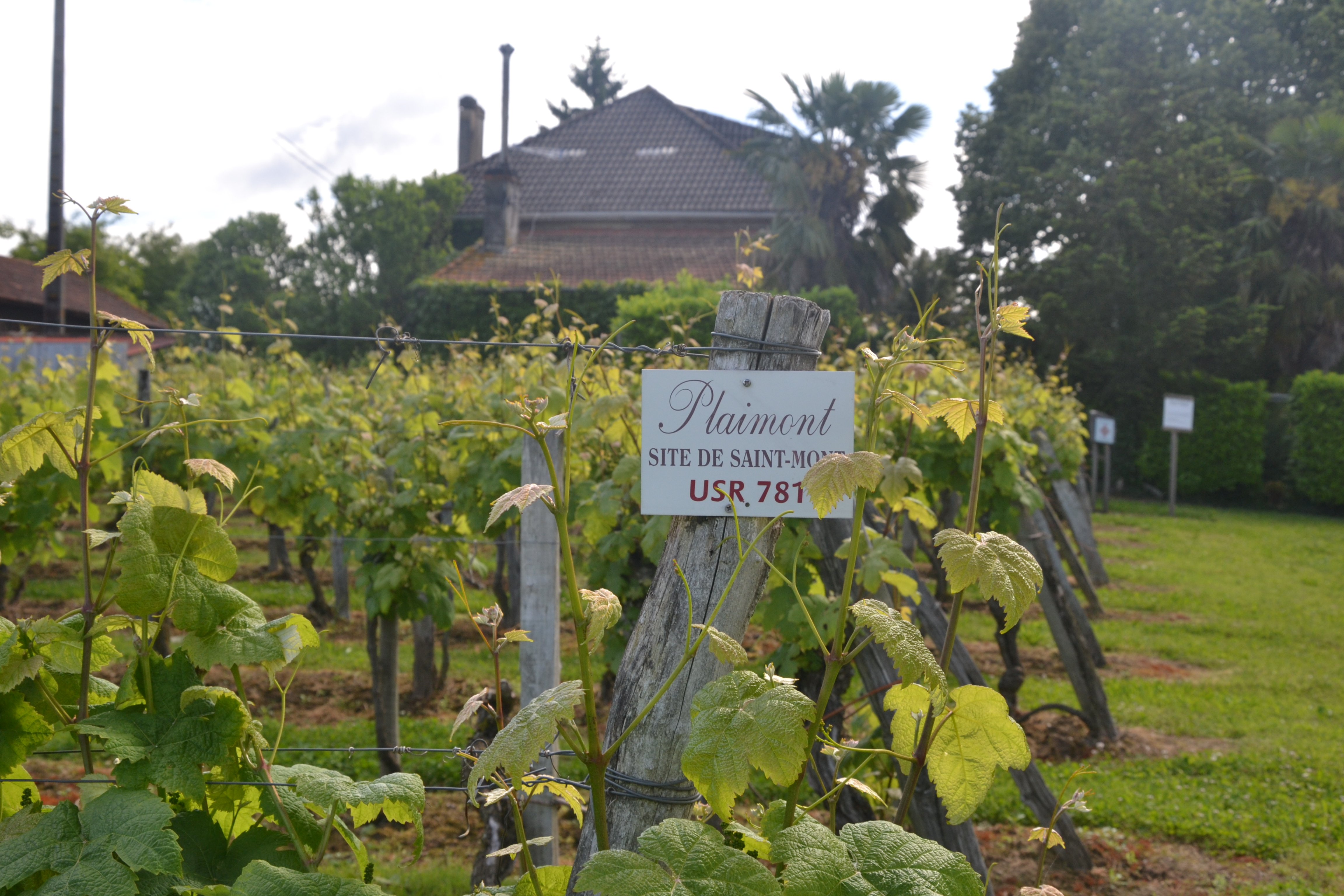
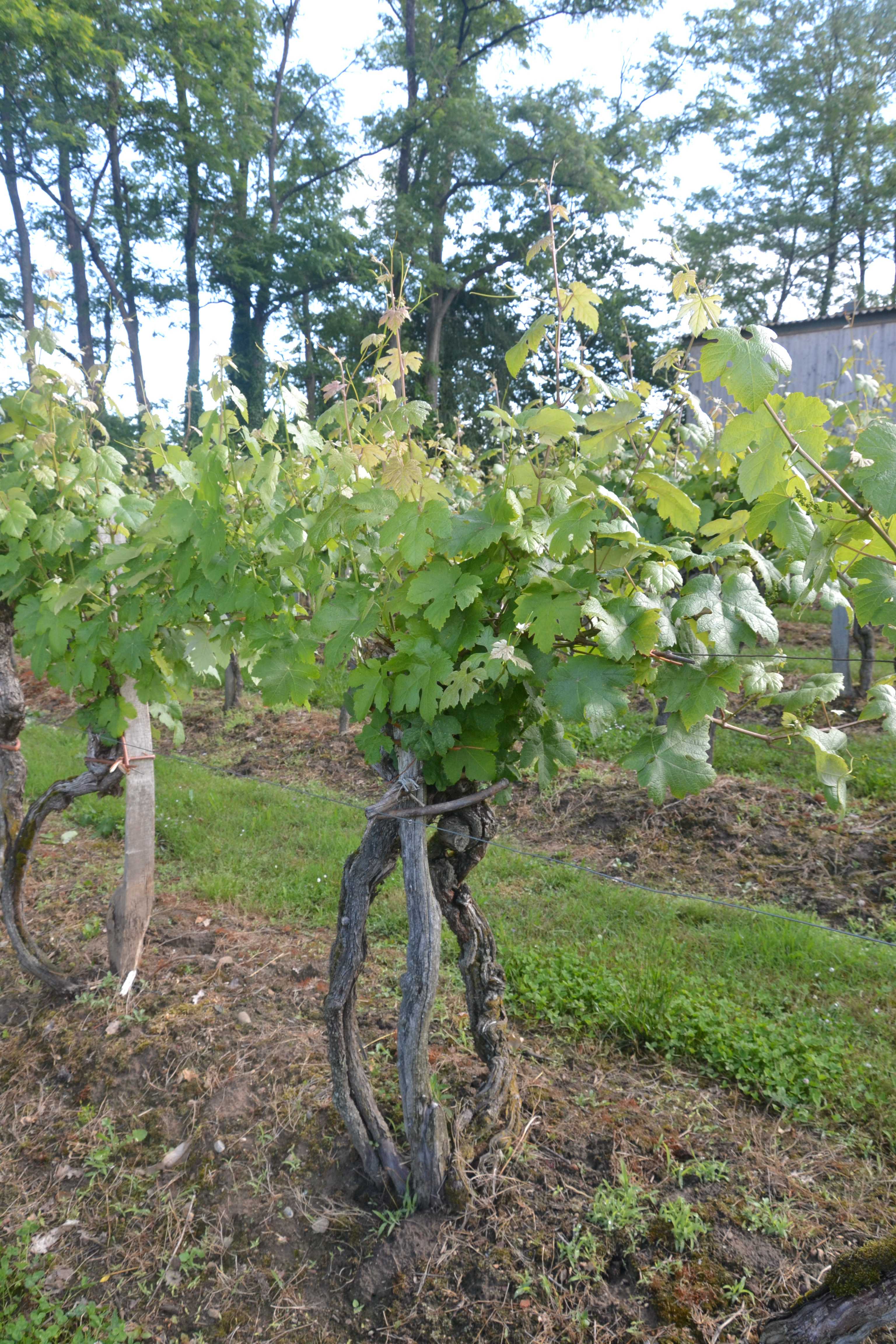
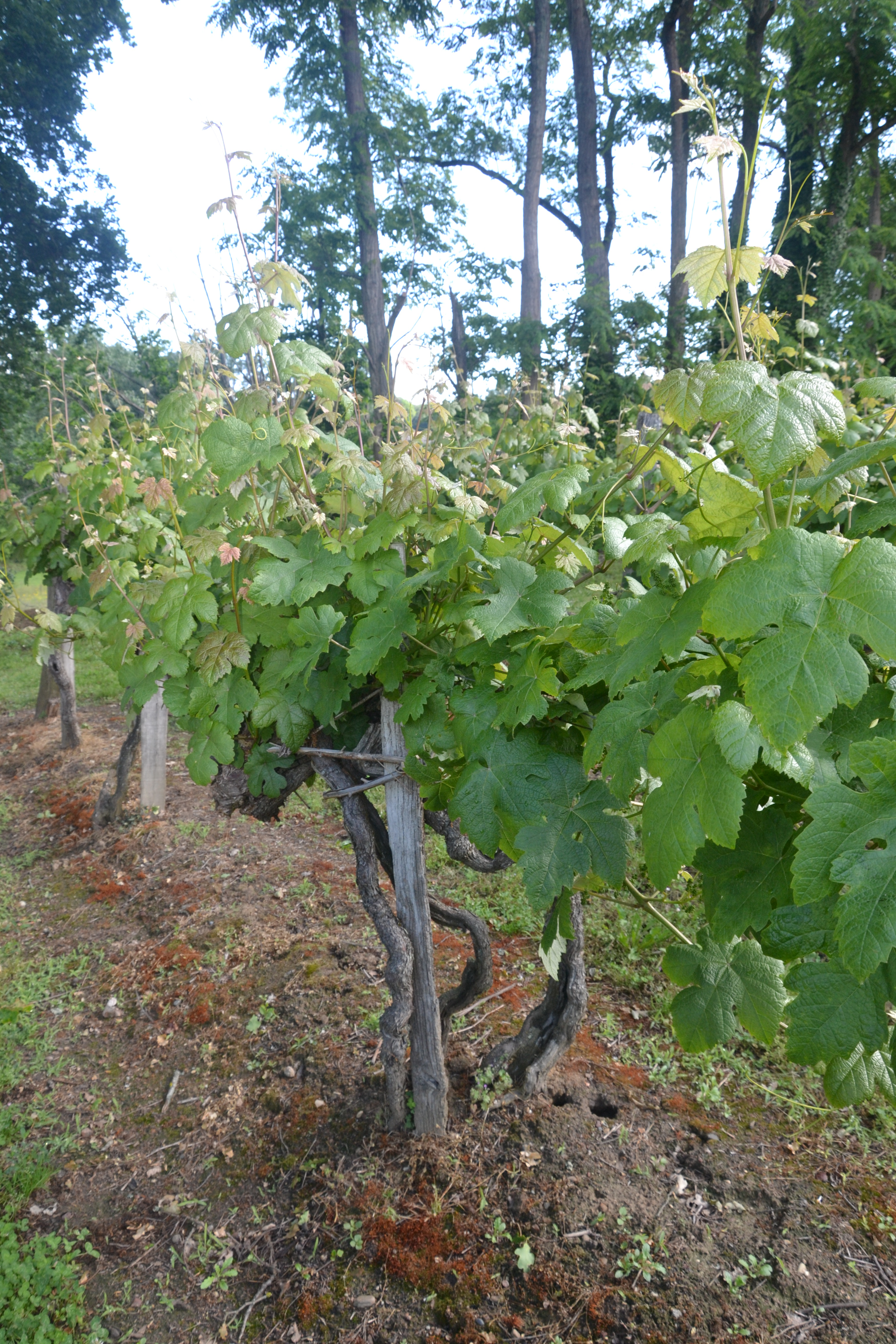
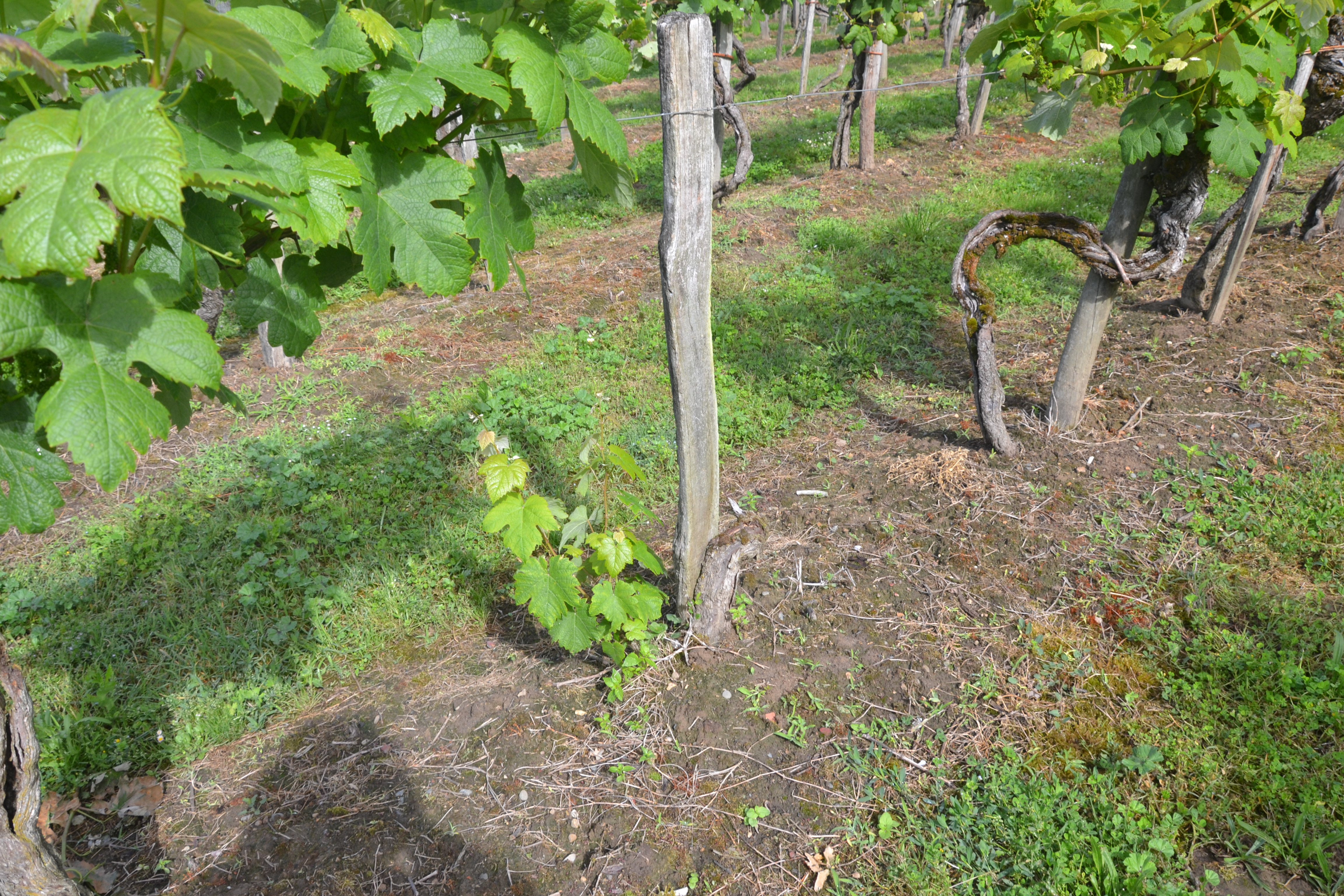

Cette vigne, particulièrement bien entretenue depuis des générations par la famille Pédebernade et Plaimont Producteurs, est un témoignage autant social que culturel. Elle recèle des ressources génétiques uniques et constitue un témoin vivant de l'histoire viticole de la Gascogne. À ce titre, cette vigne est inscrite au titre des monuments historiques en 2012. Ce classement est l'aboutissement d'un engagement de longue date de Plaimont Producteurs et de leur volonté de préserver un patrimoine végétal unique, garant de la typicité et de l'avenir des appellations du piémont pyrénéen. Il s'agit de la première vigne protégée à ce titre en France.